# ريتا شاو
ريتا شاو (بالإنجليزية: Reta Shaw)‏ هي ممثلة أمريكية، ولدت في 13 سبتمبر 1912 في الولايات المتحدة، وتوفيت بنفس المكان في 8 يناير 1982 بسبب نفاخ رئوي. بدأت مشوارها المهني سنة 1952.

## أعمال

### أفلام
- (1955) نزهة
- (1964) ماري بوبينز[5][6][7]

## وصلات خارجية
- ريتا شاو على موقع IMDb (الإنجليزية)
- ريتا شاو على موقع ميوزك برينز (الإنجليزية)
- ريتا شاو على موقع تيرنر كلاسيك موفيز (الإنجليزية)
- ريتا شاو على موقع أول موفي (الإنجليزية)
- ريتا شاو على موقع قاعدة بيانات برودواي على الإنترنت (الإنجليزية)
- ريتا شاو على موقع قاعدة بيانات الأفلام السويدية (السويدية)
- ريتا شاو على موقع إن إن دي بي (الإنجليزية)
- ريتا شاو على موقع ديسكوغز (الإنجليزية)
- ريتا شاو على موقع قاعدة بيانات الفيلم (الإنجليزية)